# Batalha de Zhangjiawan
A Batalha de Zhangjiawan (chinês tradicional: 張家灣戰役) ou Batalha de Chang-kia-wan foi travada pelas forças britânicas e francesas contra a China na cidade de Zhangjiawan (a leste de Tongzhou) durante a Segunda Guerra do Ópio na manhã de 18 de setembro de 1860.

## Batalha
A força combinada anglo-francesa que havia recentemente ocupado Tianjin enfrentou um exército chinês de aproximadamente 30 000 soldados em Zhangjiawan. A cavalaria britânica venceu uma batalha contra a cavalaria mongol, a infantaria francesa esmagou a defesa das tropas chinesas, e a artilharia anglo-francesa infligiu perdas maciças ao exército Qing chinês.

## Consequências
Como a infantaria era o ponto mais fraco do exército Qing, o comandante-chefe Qing Sengge Rinchen decidiu usar sua cavalaria contra as forças anglo-francesas. A Batalha de Palikao ocorreu três dias depois.